# Svetomir Arsić-Basara
Svetomir Arsić-Basara, född 15 maj 1928 i Ferizaj i Kosovo, död 10 maj 2024 i Belgrad, var en serbisk (kosovoserbisk) skulptör och författare.
Svetomir Arsić-Basara utexaminerades 1958 vid Akademin för tillämpad konst i Belgrad i Serbien. Han var tidigare medlem av Kosovos akademi för vetenskap och konst och sedermera medlem av Serbiska akademin för vetenskap och konst. I före detta Jugoslavien var han vida känd för sina krigsmonument. Han var den ende mottagaren av det jugoslaviska priset AVNOJ med ursprung från Kosovo.